# Liste der Äbte des Klosters Laach
Die Liste der Äbte des Klosters Laach enthält die insgesamt 49 Äbte der heutigen Benediktiner-Abtei Maria Laach. 41 der Äbte (zwei starben vor der Abtweihe) übten dieses Amt während der Erstbesiedlung von 1138 bis 1802 im „Kloster Laach“ (Abbatia Lacensis (Abb. ad Lacum)) aus, acht Äbte seit der Neubesiedlung seit 1893. Die von 1863 bis 1892 dort ansässigen Jesuiten erst prägten den Namen „Maria Laach“ (Abbatia Mariae Lacensis / Abbatia Mariae ad Lacum).

## Äbte
| #                              | Name                                        | Amtszeit                       | Amtszeit                       | Bemerkungen |
| Erstbesiedlung (Kloster Laach) | Erstbesiedlung (Kloster Laach)              | Erstbesiedlung (Kloster Laach) | Erstbesiedlung (Kloster Laach) | Erstbesiedlung (Kloster Laach)                                                                                             |
| ------------------------------ | ------------------------------------------- | ------------------------------ | ------------------------------ | --- |
| 1                              | Giselbert von Affligem                      | 1127/1138–                     | 1152                           | Bau des Langhaus, Vierungsturm, Westchor; berühmtes Grabmosaik in der Krypta                                               |
| 2                              | Fulbert                                     | 1152–                          | 1177                           | Ausbau des Ostbaus um 1170, Weihe der Kirche 1156, Einrichtung eines Skriptoriums in Zusammenarbeit mit der Abtei Affligem |
| 3                              | Konrad                                      | 1177–                          | 1194                           | |
| 4                              | Mauritius                                   | 1194–                          | 1199                           | |
| 5                              | Albert                                      | 1199–                          | 1216                           | Vollendung der Kirche |
| 6                              | Gregor                                      | 1216–                          | 1235                           | Paradies 1225, Nikolauskapelle 1230                                                                                        |
| 7                              | Dietrich I.                                 | 1235–                          | 1247                           | zwischen 1230 und 1250 Aufstockung des Paradieses in Fachwerkbauweise für Gästeräumen.                                     |
| 8                              | Heinrich I. (von Virneburg)                 | 1247–                          | 1249/50                        | |
| 9                              | Anselm                                      | 1249/50–                       | 1252                           | |
| 10                             | Walter                                      | 1252(?)–                       | 1256                           | Nach 1250 berühmte Schreib- und Malschule: Gebets- und Gesangsammlung Laacher Sanktuar.                                    |
| 11                             | Dietrich II. von Lehmen                     | 1256–                          | 1295                           | † 1307; gotische Umbauten, Gründertumba, Erneuerung des Klosterlebens, zweitlängstes Amt (39 Jahre), „II. Klostergründer“  |
| 12                             | Kuno von Lösnich                            | 1295–                          | 1328                           | weitere geistige Blüte und wirtschaftliche Stabilität der Abtei, erste Türme mit hohen gotischen Hauben.                   |
| 13                             | Johannes I. Vinkelin von Nickenich          | 1328–                          | 1332                           | |
| 14                             | Johannes II. von Köln                       | 1332–                          | 1336                           | |
| 15                             | Wigand I. von Panau                         | 1336–                          | 1357                           | Abschluss der Turmausbauten (~1355).                                                                                       |
| 16                             | Wilhelm I. von Bodendorf                    | 1357–                          | 1380                           | |
| 17                             | Wigand II. von Panau                        | 1380–                          | 1402                           | |
| 18                             | Wilhelm II. von Leutesdorf                  | 1402–                          | 1442                           | Blütezeit des Klosters, längste Amtszeit (40 Jahre)                                                                        |
| 19                             | Rudolf von Lehmen                           | 1442–                          | 1458                           | |
| 20                             | Johannes III. Reuber von Caan               | 1458–                          | 1470                           | stellte die Weichen für die Einführung der Bursfelder Reform                                                               |
| 21                             | Johannes IV. Fart von Deidesheim            | 1470–                          | 1491                           | von der Bursfelder Reform-Kongregation vorgeschlagen, Beginn der Reform 1474                                               |
| 22                             | Simon von der Leyen (S. de Petra)           | 1491–                          | 1512                           | prächtige Pfeilerfresken, Paradiesausbau, rheinischer Humanismus; 22-jährig Abt, von Präbendarin vergiftet (?)             |
| 23                             | Thomas I. von Weiden                        | 1512–                          | 1529                           | stammte evtl. aus Weiden bei Würselen, auch Thomas von der Wehe oder de W(i)eda; Hexenverfolgung                           |
| 24                             | Peter Mags (Maeth) von Remagen              | 1529–                          | 1552                           | 1545–1552 Interimspräsident der Bursfelder Kongregation                                                                    |
| 25                             | Johannes V. Augustinus Machhausen (Machuis) | 1552–                          | 1568                           | aus Koblenz; einer der gelehrtesten Äbte, Humanismus, hinterließ ein um 1560 persönlich illuminiertes Sakramentar          |
| 26                             | Johann VI. von Cochem                       | 1568–                          | 1597                           | |
| 27                             | Johannes VII. Ahr                           | 1597–                          | 1613                           | 1611–1613 Präsident der Bursfelder Kongregation                                                                            |
| 28                             | Johannes VIII. Schweitzer                   | 1613–                          | 1618                           | Abt auf Vorschlag der Bursfelder Kongregation                                                                              |
| 29                             | Kaspar Bolen                                | 1618–                          | 1619                           | 23. November 1618 – 11. November 1619 als gewählter, ungeweihter Abt (abbas lacensis electus) im Amt                       |
| 30                             | Heinrich II. Long (Lungh, Longenus)         | 1619–                          | 1624                           | einziger des Amtes enthobener Abt in Laach (Juni 1624, Verdacht der Treulosigkeit); † nach 1635                            |
| 31                             | Christian Schäfgen                          | 1624–                          | 1638                           | Abt auf Vorschlag der Bursfelder Kongregation                                                                              |
| 32                             | Johannes IX. Luckenbach von Andernach       | 1638–                          | 1662                           | Überwerfung mit der Bursfelder Kongregation                                                                                |
| 33                             | Placidus Kessenich                          | 1662–                          | 1698                           | aus Köln; Barockisierung des Klosters, Innenräume, Seitenschifffenster; drittlängste Amtszeit (36 Jahre)                   |
| 34                             | Josef I. Dens                               | 1698–                          | 1711                           | |
| 35                             | Michael Godarth                             | 1711–                          | 1718                           | initiierte den Bau der Krufter Propstei mit Kapelle                                                                        |
| 36                             | Clemens Aach                                | 1718–                          | 1731                           | aus Mayen; Ausbauten (Altäre, Kanzel, Wirtschaftsgebäude, Prälatur, Propstei Kruft), Landerwerb                            |
| 37                             | Benedikt von der Eidt                       | 1731–                          | 1755                           | |
| 38                             | Franziskus Steinmann                        | 1755–                          | 1756                           | |
| 39                             | Heinrich III. Artz                          | 1756–                          | 1766                           | |
| 40                             | Josef II. Meurer                            | 1766–                          | 1801                           | letzter geweihter Abt des Klosters Laach vor der Säkularisation                                                            |
| 41                             | Thomas II. Kupp                             | 1801–                          | 1802                           | starb einen Tag nach dem Säkularisationsedikt Napoleons (9. Juni 1802) als noch nicht geweihter Abt                        |
| Neubesiedlung (Maria Laach)    |                                             |                                |                                | |
| 42                             | Willibrord Benzler                          | 1893–                          | 1901                           | später von Kaiser Wilhelm II. zum Bischof von Metz berufen (1901–1921)                                                     |
| 43                             | Fidelis von Stotzingen                      | 1901–                          | 1913                           | später Abtprimas des Benediktinerordens (OSB: Ordo Sancti Benedicti) in Rom (1913–1947)                                    |
| 44                             | Ildefons Herwegen                           | 1913–                          | 1946                           | |
| 45                             | Basilius Ebel                               | 1946–                          | 1966                           | |
| 46                             | Urbanus Bomm                                | 1966–                          | 1977                           | 1964–1966 Koadjutor |
| 47                             | Adalbert Kurzeja                            | 1977–                          | 1990                           | |
| 48                             | Anno Schoenen                               | 1990–                          | 2002                           | 1995–2008 Abtpräses der Beuroner Benediktinerkongregation                                                                  |
| 49                             | Benedikt Müntnich                           | 2002–                          | 2014                           | |
| 50                             | Albert Sieger                               | 2014–                          | 2016                           | * 1962 in Mönchengladbach; Prior-Administrator (Oberer, nicht im Abtsrang)                                                 |
| 51                             | Andreas Werner                              | 2016–                          | 2019                           | * 1951; Prior-Administrator, seit 2020 Abt von Gerleve                                                                     |
| 52                             | Petrus Nowack                               | 30. April 2019–                |                                | * 1956; Sub-Prior, kommissarischer Leiter, seit 17. Juni 2019 Prior-Administrator für drei Jahre                           |